# Distretto di Khao Yoi
Il distretto di Khao Yoi (in thailandese: เขาย้อย) è un distretto (amphoe) della Thailandia, situato nella provincia di Phetchaburi.
| Controllo di autorità | VIAF (EN) 151390352 · LCCN (EN) n89110675 · J9U (EN, HE) 987007565033305171 |